# Depressione di Qattara

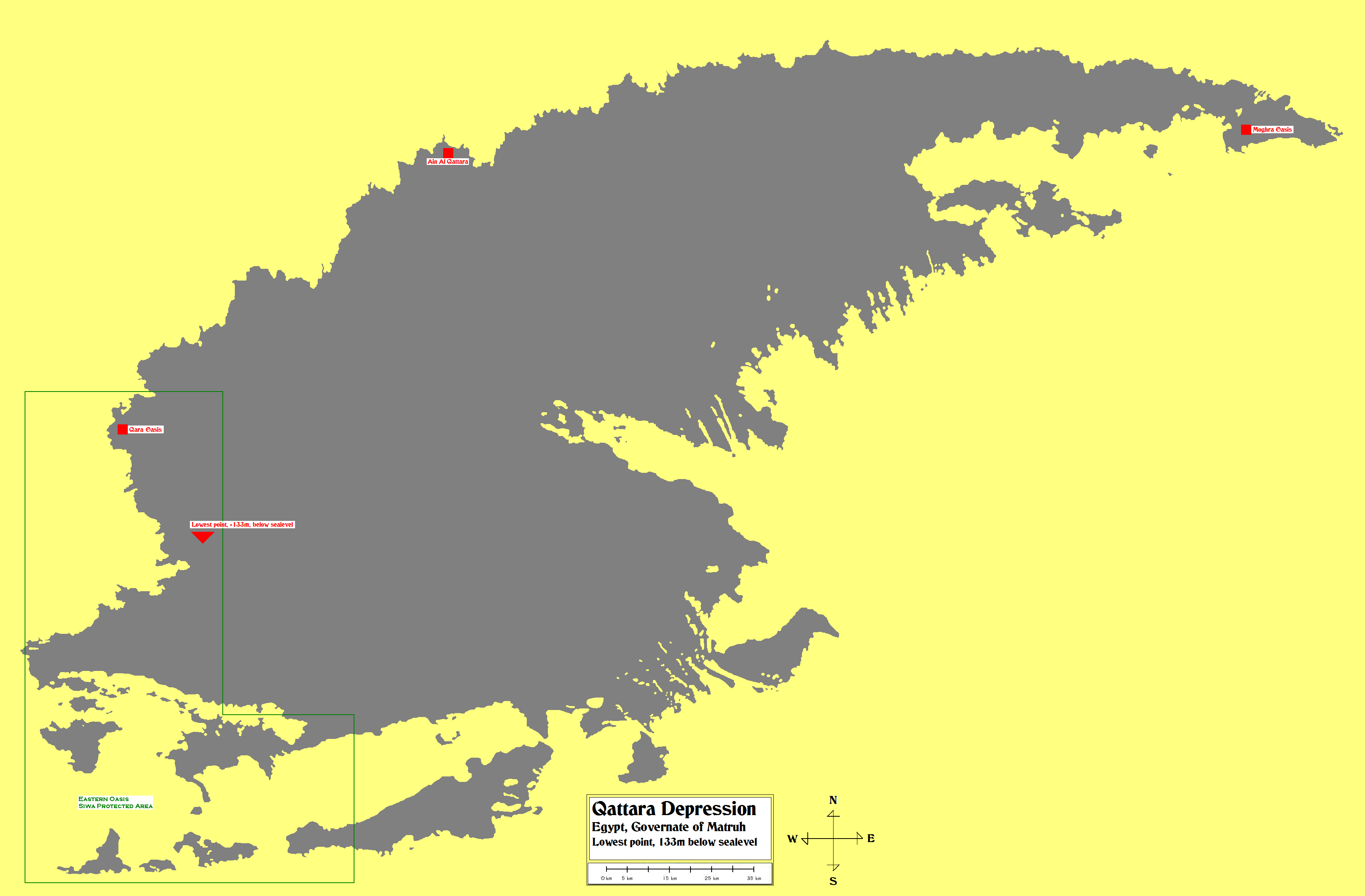
Carta della depressione

La depressione di Qattara (in arabo منخفض القطارة‎?, Munkhafad al-Qaṭṭāra) si trova all'interno del deserto libico dell'Egitto nord-occidentale.
 La depressione, che si abbassa fino a 133 m sotto il livello del mare, rappresenta il secondo punto più basso dell'Africa (dopo il lago Assal). 
Si estende per circa 18.000 km² e raggiunge una lunghezza massima est-ovest di 80 km ed una profondità nord-sud di 120 km. 
Il fondo della depressione è caratterizzato dalla presenza di una salina.

## Ambiente
All'interno della depressione ci sono paludi saline e letti di lago asciutti che si riempiono occasionalmente. La maggiore oasi nella depressione, quella di Moghra, è disabitata ed include anche un lago salmastro ed una palude di Phragmites. Circa il 26% dell'estensione della depressione è occupata da saline, che sono composte di una crosta dura, fango appiccicoso e ogni tanto si riempiono d'acqua. 
Le piantagioni di Acacia raddiana, che crescono nelle depressioni sabbiose poco profonde, rappresentano l'unico tipo di vegetazione permanente. 
La depressione è un importante habitat del ghepardo, è nelle aree settentrionali e occidentali della zona, includendo le oasi estremamente isolate e selvagge di 'Ayn el-Qattara e 'Ayn el-Ghazzala e i boschi di acacia, che si riscontra il maggior numero di avvistamenti recenti. L'area è abitata anche da gazzelle (Gazzella dorcas e Gazella leptoceros), le quali sono un'importante fonte di cibo per il ghepardo: la maggior parte di esse si trova nella parte sudoccidentale della depressione, tra la vasta zona umida e la sabbia. Quest'area si estende per circa 900 km² e include le oasi selvagge di Hatiyat Tabaghbagh e Hatiyat Umm Kitabayn, ed è un mosaico di laghi, paludi di sale, boschetti di palme e praterie di Desmostachya bipinnata.
Altre specie presenti sono la lepre del Capo (Lepus capensis), la volpe di Rüppell (Vulpes rueppelli) e più raramente il fennec (Vulpes zerda). La capra berbera (Ammotragus lervia) era una volta comune, ma attualmente si è ridotta a pochi esemplari. Tra le specie estinte di quest'area ci sono: l'orice dalle corna a sciabola (Oryx dammah), l'addax (Addax nasomaculatus) e l'alcelafo bubalo (Alcelaphus buselaphus).
Nella depressione di Qattara non ci sono insediamenti umani, ma nonostante ciò è abitata da nomadi (beduini) e dalle loro greggi che sfruttano l'oasi di Moghra, la quale è importante nei tempi di carenza di acqua e di stagioni asciutte.

## Seconda guerra mondiale
Durante la seconda guerra mondiale la depressione di Qattara, per le sue caratteristiche geografiche, assunse grande importanza durante i combattimenti tra le forze italo-tedesche e le forze britanniche in Nordafrica; era impraticabile per i veicoli militari a causa della presenza di distese saline, alte scarpate e dell'incessante presenza del fech fech. La depressione di Qattara ha determinato l'andamento della campagna del Nordafrica e ha caratterizzato lo svolgimento della prima e della seconda battaglia di El Alamein, impedendo ad entrambi gli eserciti ampie manovre di aggiramento dello schieramento avversario, costringendo le due parti in lotta a scontri delimitati geograficamente e al massiccio impiego di artiglierie per scardinare le prime linee nemiche.

## Possibilità idroelettriche
L'area è caratterizzata da dune di sabbia e  saline. La grande dimensione della depressione di Qattara ed il fatto che raggiunga una profondità di 133 m sotto il livello del mare hanno condotto a diversi progetti per creare una centrale idroelettrica di dimensioni e potenza tali da rivaleggiare con quella di Assuan nel sud dell'Egitto stesso.
Tutti i progetti prevedono la costruzione di un grande canale o tunnel, scavato dal nord della depressione per circa 80 km fino al Mar Mediterraneo. L'acqua verrebbe fatta scorrere da questo in una serie di condotte forzate fino alla quota di 90 metri sotto il livello del mare. Poiché la depressione di Qattara si trova in una regione molto calda e secca, con scarsa copertura nuvolosa, l'acqua rilasciata alla quota di -90 metri si diffonderebbe dal punto di immissione attraverso il resto della depressione, fino ad evaporare. La larghezza e profondità del bacino di Qattara assicurerebbero una evaporazione tale da garantire una sufficiente immissione di acqua salata dal Mediterraneo per alimentare le turbine e mantenere il livello della depressione a -90 metri.